# Warriors Orochi 2
Warriors Orochi 2 (яп. 無双OROCHI魔王再臨 Мусо: Ороти Мао: Сайрин) — продолжение игры Warriors Orochi.

## Сюжетные линии

### Сюжетная линияШу
Остатки войска Ороти отказываются сдаваться и сеют хаос в созданном им мире. Люй Бу и Масамунэ Датэ постепенно поднимают войска, чтобы разжечь новую войну. Последствием становится смута, готовящаяся поглотить мирное царство Шу. Правитель Шу, Лю Бэй, хочет поймать виновницу несчастий — Да Цзы. Выслеживая цель, Лю Бэй знакомится с мистиком Тайгун Ваном и великим Тадакацу Хонда. Лю Бэй, его названные братья (Гуань Юй, Чжан Фэй) и верная суженная (сестра правителя У) стремятся захватить Да Цзы, к которой присоединяются колдун Тайра-но Киёмори, Химико, Сунь Укун, Дун Чжо и Кэйдзи Маэда. Победив всех врагов, Шу сталкивается с Син-Ороти.

### Сюжетная линияВэй
Цао Цао оставляет сына, Цао Пи, следить за владениями царства Вэй, а сам отправляется в поход против «демона» Люй Бу, чтобы окончательно разобраться с приспешниками Ороти и вернуть мир. Однако в ходе путешествия Цао Цао узнаёт, что Да Цзи намеревается воскресить Ороти. Цао Цао объединяется со своим сыном, а также со спутницей Ну Вой (которая оказалась мистиком) и легендарным стрелком Магоити Сайкой, и пытается остановить возрожденного Змея.

### Сюжетная линияУ
Ёсицунэ Минамото в одиночку старается сохранить мир, но, проиграв последнюю схватку с Люй Бу, понимает, что назревает война. Плюс ко всему, Да Джи вместе с Тайрой-но Киёмори пытается воскресить Орочи. Царство У вместе с Ёсицунэ и Мототикой Тосокабэ пытается помешать этому с помощью безумного плана Чжоу Юя.

### Сюжетная линияСэнгоку
Ронин Сакон Сима, прогуливается, наслаждаясь миром, наступившем после уничтожения Ороти. Однако он застаёт Дун Чжо за попыткой сжечь одну из окрестных деревень. Воин останавливает Дун Чжо, однако тот позже объединяется с Да Цзи, Тайрой-но Киёмори, Люй Бу и Масамунэ Датэ чтобы воскресить Ороти. Сакон пытается объединиться с войсками Сингэна Такэды, У и Нобунаги Оды, чтобы предотвратить новую войну.

### Сюжетная линияОроти
Эта сюжетная линия состоит из битв, которые произошли «до Warriors Orochi», то есть, битвы, описывающие первый приход и приход к нему на службу Масамунэ, Кейдзи, Чжуге Ляна и других. К Ороти и Да Цзи присоединяется Дун Чжо — тиран, мечтающий захватить мир. По мере прохождения всё больше героев переходит на сторону Змея. В конце Ороти вновь сталкивается с группой героев, называемых «Мистиками»: Тайгун Ваном, Фу Си и Нюйвой. В конце концов, имея под своей властью Чжуге Ляна, Люй Бу, Дун Чжо, а также династии Сунь и Датэ, Ороти готовится подчинить себе Вэй.

## Дополнения
- Появилась возможность проделывать более сложные и мощные комбинации, улучшать оружие, а также возможность повышать уровень персонажей и улучшать их персональное оружие.
- Появляется новая группировка — «Ороти», в состав которой включены Ороти, Да Цзи и персонажи, которые вступают в войско Змея.
- В «Warriors Orochi» — 79 персонажей, а в «Warriors Orochi 2» — 94 персонажа (вместе с Додомеки и Гьюки).
- 5 группировок: Ороти, Вэй, Шу, У, Сэнгоку.
- В игре можно в любой момент боя менять активного персонажа, и в то время пока дерётся один, другие восстанавливают здоровье и энергию для супер-удара (Мусоу).
- Дополнительные режимы:
  - Режим грёз (режим фэнтези или режим сна) — режим, в котором предусмотрены бои с персонажами, никак не связанными с главным сюжетом игры.
  - Галерея — режим, в котором можно посмотреть все доступные оружия персонажей, их изображения, ролики из сюжетов и карту сокровищ.
  - Игра на выживание — режим, в котором можно сделать команду из трёх любых доступных персонажей, и сражаться на арене с другими командами, состав которых абсолютно непредсказуем. Бой идёт в стиле файтинга, и напоминает игры «Tekken» и «Mortal Kombat».

## Отзывы
| Сводный рейтинг | Сводный рейтинг | Сводный рейтинг |
| Издание         | Оценка          | Оценка          |
| Издание         | PSP             | Xbox 360        |
| --------------- | --------------- | --------------- |
| GameRankings    | 58,75 %         | 44,64 %         |